# Wilhelm Schnuse
Karl August Wilhelm Schnuse (* 31. Mai 1850 in Bernburg; † 8. Dezember 1909 in Dresden) war ein deutscher Lehrer und Entomologe.

## Leben
Wilhelm Schnuse wirkte als Lehrer in Dessau, beendete diese Tätigkeit aus gesundheitlichen Gründen und lebte dann längere Zeit auf den Kanarischen Inseln und im Schweizer Kanton Graubünden in Arosa. In der Zeit von 1892 bis 1899 arbeitete er als Volontär am Königlich Zoologischen Museum in Dresden. Er beschäftigte sich vor allem mit Insekten aus der Ordnung der Zweiflügler und sammelte diese ab 1892 in der Umgebung von Dresden, 1899 auf Korsika und von 1902 bis 1904 zum Teil gemeinsam mit Otto Garlepp in Chile, Bolivien und Peru.
Der italienische Zoologe Mario Bezzi (1868–1927) bearbeitete aus seinem Sammlungsmaterial 1909 die Familie der Tanzfliegen und benannte ihm zu Ehren das Taxon Atrichopleura schnusei Bezzi, 1909. Der Erlangener Mediziner und Entomologe Friedrich Hermann bearbeitete 1912 die Familie der Raubfliegen.
Die Dipterensammlung (Europa und Südamerika) sowie eine Auswahl Lepidopteren kamen 1911 an das Museum Dresden.

## Schriften (Auswahl)
- Bemerkungen über Apistomyia elegans Big. (Dipt.). In: Zeitschrift für systematische Hymenopterologie und Dipterologie, 1, 1901, S. 145–149 (zobodat.at [PDF])
- Eine neue Mycetophiilide aus Corsika. (Dipt). In: Zeitschrift für systematische Hymenopterologie und Dipterologie, 1, 1901, S. 149–151. (zobodat.at [PDF])